# Evangelische Kirche (Großdeinbach)

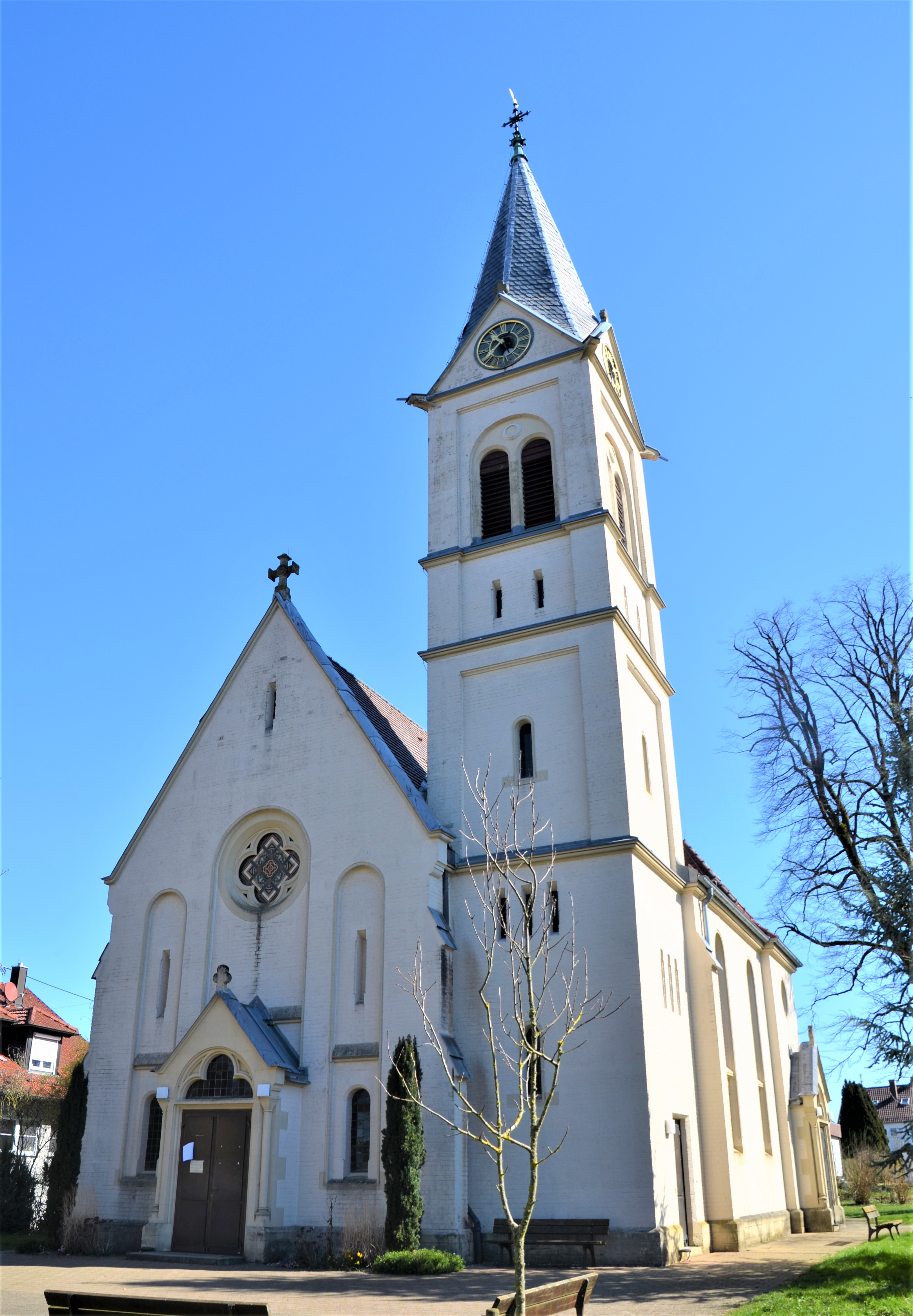
Westansicht

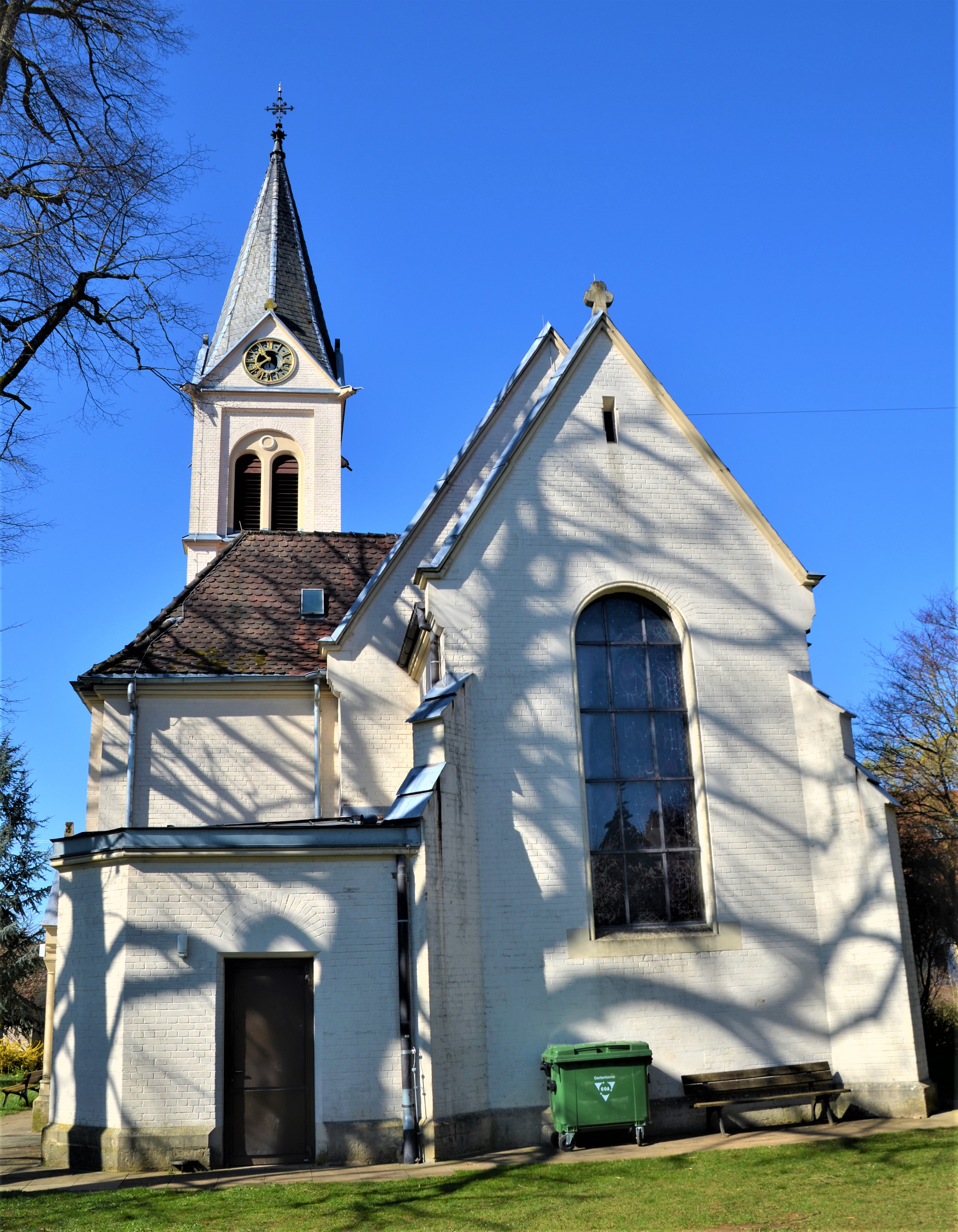
Ostansicht

Die Evangelische Kirche ist eine neoromanische Kirche im Schwäbisch Gmünder Stadtteil Großdeinbach.

## Geschichte
Nachdem die alte Kapelle baufällig und zu klein geworden war, erstellte Heinrich Dolmetsch Pläne für eine neue Kirche. Die 1897 erst eingerichtete Kirchengemeinde Großdeinbach, fasste 1898 den Plan eine neue Kirche zu errichten. 1899 kam es zur Grundsteinlegung, die Einweihung wurde am 6. September 1900 vollzogen. Aufgrund von Platzmangel am Ort der alten Kapelle, wurde die Kirche am südlichen Ortsrand errichtet, wo sie auch von den südlichen Ortsteilen Hangendeinbach, Kleindeinbach und Wustenriet gesehen werden konnte. Der Bau wurde zweischiffig ausgeführt, wobei das zweite Schiff zwischen Kirchturm und Sakristei kürzer und mit einer ansteigenden Holzempore ausgeführt ist. Die Orgel wurde 1900 von den Gebrüder Link aus Giengen an der Brenz geliefert und trägt die Opus-Nummer 329. Der Innenraum ist neoromanisch sowie mitunter neogotisch gestaltet.
Zu Instandhaltungsarbeiten kam es 1962 bis 1964 sowie 1999. Bei der Instandsetzung 1962 wurde ein neuer Altar eingebaut.

## Geläut
| Nr. | Durchmesser | Gussjahr | Ton | Gießerei                  |
| --- | ----------- | -------- | --- | ------------------------- |
| 1   | 1030 mm     | 1955     | g'  | Heinrich Kurtz, Stuttgart |
| 2   | 880 mm      | 1950     | c'' | Bachert, Kochendorf       |
| 3   | 770 mm      |          | b'  |                           |

Das erste Geläut wurde 1901 von Bachert aus Kochendorf (Bad Friedrichshall) geliefert und umfasste drei Glocken. Diese wurde zum Ersten beziehungsweise Zweiten Weltkrieg abgeliefert.
| Nr. | Durchmesser | Gussjahr | Ton | Gießerei            |
| --- | ----------- | -------- | --- | ------------------- |
| 1   | 1120 mm     | 1901     | f   | Bachert, Kochendorf |
| 2   | 940 mm      | 1901     | as  | Bachert, Kochendorf |
| 3   | 750 mm      | 1901     | c   | Bachert, Kochendorf |

## Vorgängerbau St. Bernhard

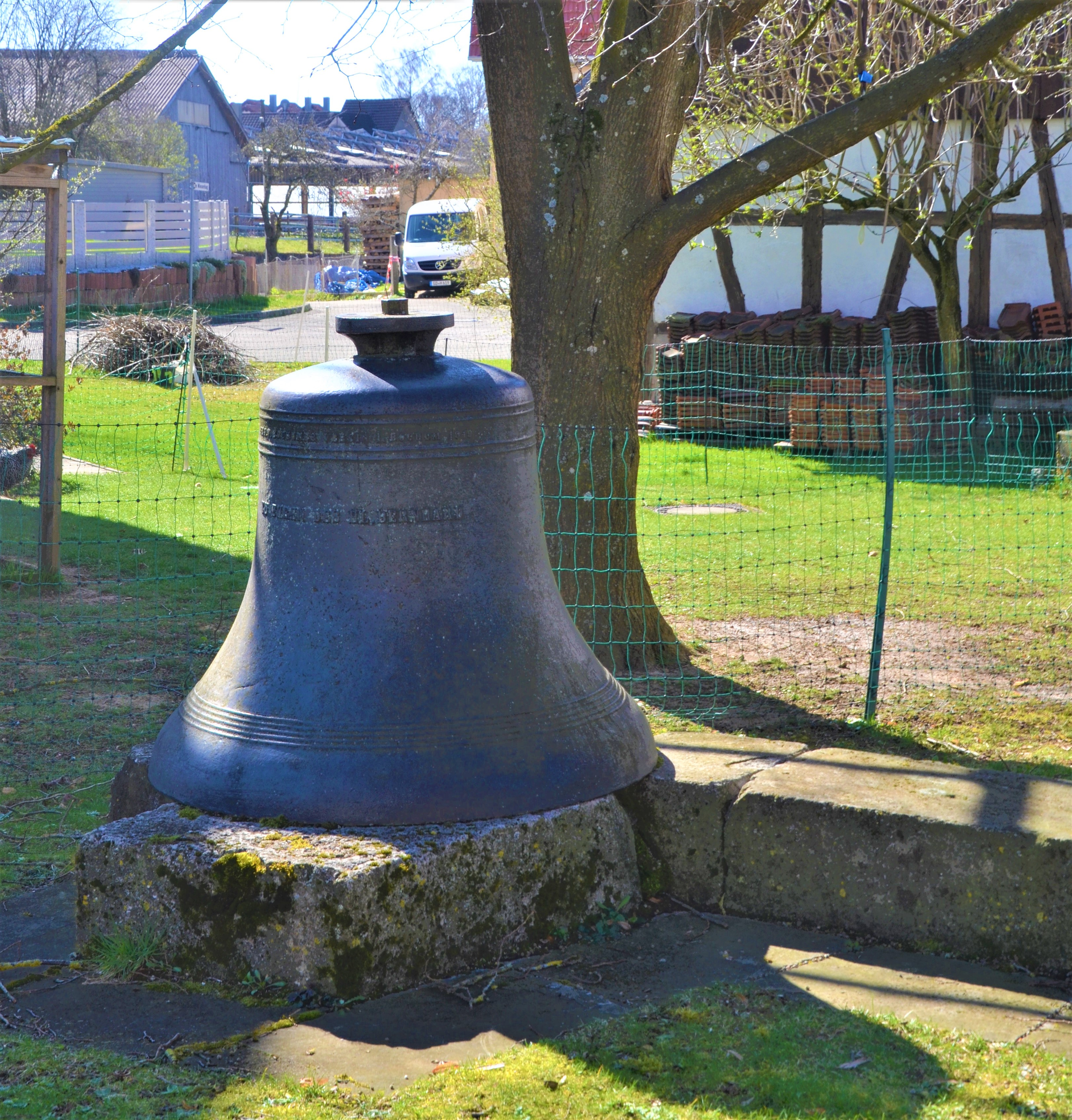
Bernhardsglocke am Standort der abgebrochenen Kirche

Der Vorgängerbau St. Bernhard wurde 1496/1497 erbaut und am 5. Juli 1497 geweiht. Zunächst nur etwa 8 m lang wurde die Kapelle 1670 auf 11,7 m verlängert und erhöht. Es handelte sich um einen Saalbau mit Polygonchor. Am Ansatz des Chores war ein Dachreiter aufgesetzt. Dessen Geläut bestand beim Abbruch 1900 aus einer Glocke von 1412 aus Esslingen am Neckar sowie einer Glocke von 1884 von Heinrich Kurtz aus Stuttgart. Beide Glocken wurden nach Kochendorf überführt, wo sie für das neue Geläut eingeschmolzen wurden.
An Stelle der Kapelle erinnert heute ein Mauerwinkel mit einer Denkmalglocke.
| Nr. | Name            | Durchmesser | Gussjahr | Gießerei        |
| --- | --------------- | ----------- | -------- | --------------- |
| 1   | Bernhardsglocke | 1118 mm     | 1919     | Bochumer Verein |